# Pat Murphy (honkballer)
Pat Murphy (New York, 28 november 1958) is een Amerikaans voormalig honkballer en de oud-bondscoach van het Nederlandse Honkbalteam

## Opleiding
Murphy begon zijn honkballoopbaan aan de Florida Atlantic University waar hij studeerde en in het universiteitsteam uitkwam en later ook assistentcoach werd tegelijkertijd. Hij kwam voornamelijk uit als pitcher maar kwam ook uit als catcher en binnenvelder. In die periode haalde hij aan de universiteit zijn Bachelor of Science en zijn Master of Science.

## Honkballoopbaan
Na het behalen van zijn titels tekende Murphy een profcontract bij de major league club San Diego Padres in 1982. Hij kwam uit verschillende teams voor deze club in de Minor League en ging daarna aan het werk als honkbalcoach bij diverse teams. In 1984 was hij ook coach voor het team van New South Wales in Australië. Sinds 1986 heeft hij voor diverse universiteiten gewerkt als hoofdcoach. Sinds augustus 1994 is hij coach van het team van de Arizona State University.

## Nederlands team
Murphy was de hoofdcoach van het Nederlands honkbalteam in 1987 en van 2000 tot 2007. In 1987 begeleidde hij het team in de aanloop naar de Olympische Spelen van Seoul waarvoor kwalificatie slaagde. Hoewel hem werd gevraagd te blijven tot na de spelen besloot hij terug te keren naar zijn Amerikaanse werkgever, de Universite The Notre Dame waar hij hoofdcoach was van het universiteitsteam. Hij was de coach tijdens de Olympische Spelen van Sydney in 2000. In de aanloop hiernaartoe in een internationaal toernooi won hij met het team van Team USA. Tijdens de spelen zelf werden er drie wedstrijden en 4 verloren. Nederland won onder Murphy zijn wedstrijden tegen Australië, Cub en de aartsrivaal Italië. De winst tegen Cuba was een historisch feit want dit betekende de allereerste overwinning op dit land door Nederland en maakte tevens een einde aan een ongeslagen status voor Cuba van 21 wedstrijden op rij. Murphy verzorgde tijdens de spelen de derde honkcoaching. Nederland eindigde op een vijfde plaats. Murphy was de eerste bondscoach die in 2000 een aantal spelers afkomstig van de Nederlandse Antillen die uitkwamen in de Amerikaanse competities een plaats gaf in het Nederlands team. Murphy schreef over honkballen een standaardinstructieboek.